# Oficina Musicum
Oficina Musicum è un ensemble strumentale e vocale italiano specializzato nella musica barocca e classica fondato nel 2005 a Casoni di Mussolente dal clavicembalista e organista Riccardo Favero, che ne è attualmente il direttore.

## Attività

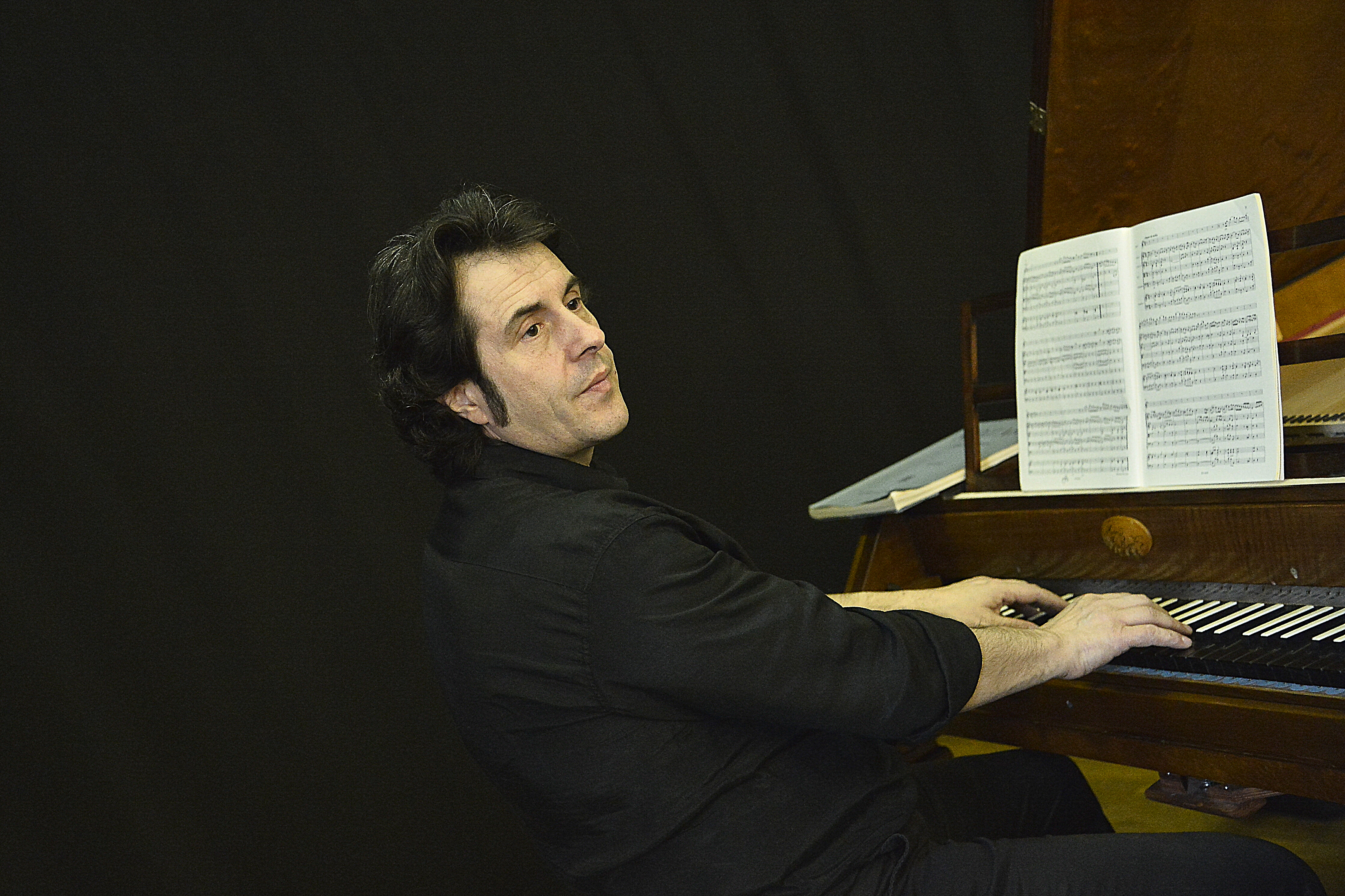
Riccardo Favero

Oficina Musicum si sta occupando, in collaborazione con istituzioni, storici e musicologi, della diffusione della musica di Giovanni Legrenzi cercando di recuperare per la prima volta, la registrazione integrale delle opere sacre del compositore.

## Organico
Oficina Musicum ha un organico variabile, dalla formazione con 2 violini e basso continuo, alla formazione barocca e classica completa arrivando ad una sessantina di elementi.
I musicisti ed i cantanti che compongono Oficina Musicum provengono da prestigiose orchestre italiane e internazionali.

## Discografia
- Wolfgang Amadeus Mozart, La Betulia Liberata,[4] Brilliant Classics Mozart Edition Complete Works CAT. 94051, 2010
- Giovanni Legrenzi, Concerti musicali per uso di Chiesa Op. 1 (doppio CD: 1 "Messa a 4 Voci e Doi Violini", 2 "Vesperae Solemnes de Confessore"), Dynamic CDS653, gennaio 2010[1]
- Antonio Vivaldi, Le Quattro Stagioni e la Follia, Urania Records, 2012
- Giovanni Legrenzi, Testamentum, Missa Lauretana Quinque Vocibus, Dynamic, CDS710, marzo 2012
- Giovanni Legrenzi, Il Sedecia, Oratorio in 2 Parti, Dynamic, CDS711, giugno 2012